# Pont de Sully
Pont de Sully – most w Paryżu na Sekwanie.
W rzeczywistości Pont de Sully składa się z dwóch mostów łączących się na wschodnim końcu Wyspy Świętego Ludwika, łącząc Bulwar Saint-Germain położony w 4. okręgu Paryża z bulwarem Henryka IV położonym w 5. okręgu.
Najbliższą stacją paryskiego metra jest Sully – Morland.

## Historia
W XIX wieku most składał się z dwóch osobnych mostów, którymi były Passerelle Damiette na prawym brzegu rzeki oraz Passerelle de Constantine położony na lewym brzegu. Oba mosty połączone były przez dodatkowy mechanizm mostu wiszącego, który znajdował się połowie dystansu pomiędzy nimi. Most Passerelle Damiette został zniszczony podczas rewolucji lutowej w 1848 roku natomiast zbudowany w latach 1636–1638 Passerelle de Constantine runął do Sekwany w 1872 z powodu korozji podtrzymujących go kabli.
Obecny most został zbudowany w 1876 roku jako część wielkiej przebudowy Paryża a oficjalna inauguracja mostu odbyła się 25 sierpnia 1877. Most składa się z dwóch części: południowej oraz północnej. Architektami mostu byli Paul Vaudrey oraz Gustave Brosselin.